# Jules Calame
Jules Calame (* 20. Januar 1852 in La Chaux-de-Fonds; † 10. August 1912 in Bad Nauheim) war ein liberaler Politiker des Schweizer Kantons Neuenburg. Er studierte Geisteswissenschaften in Neuchâtel und besuchte die Höhere Handelsschule in Mülhausen. Er übernahm die Uhrenfabrik seines Vaters, nahm aber ab 1891 nur noch öffentliche Aufgaben wahr. Er übte die folgenden politischen Mandate aus:
- 1888–1891 und 1903–1912: Generalrat (Legislative) in La Chaux-de-Fonds
- 1889–1912: Grossrat
- 1895–1912: Nationalrat, Mitglied der Finanzkommission

Jules Calame leistete beim Abschluss von Handelsverträgen wichtige Beiträge.